# Agrotis protensa
Agrotis protensa là một loài bướm đêm trong họ Noctuidae.